# Булычёв, Иван Тимофеевич
Ива́н Тимофе́евич Булычёв (19 августа 1897, деревня Елькино, Калужская губерния — 22 июня 1999, Москва) — советский военачальник, генерал-полковник войск связи, в 1957—1958 гг. — начальник войск связи Министерства обороны СССР.

## Биография
Родился 29 августа 1897 года в деревне Елькино (ныне — Ферзиковского района Калужской области) в семье пекаря.
В возрасте тринадцати лет, окончив церковно-приходскую школу, отправился на заработки в Москву. Работал разносчиком готовой продукции в булочной Филиппова, потом устроился подручным в электротехническую контору. В это же время учился на общеобразовательных вечерних курсах «Знание», в 1914 году сдал экстерном экзамены за курс обучения Варшавской гимназии, эвакуированной в Москву с началом Первой мировой войны.

### Гражданская война и революция
В 1915 году начал службу в царской армии вольноопределяющимся. Был направлен в Ригу на курсы военного телефонно-телеграфного дела 12-й армии, после их окончания в 1916 году был оставлен там же преподавателем. С мая 1917 года проходил службу в военном гарнизоне в городе Юрьеве Эстляндской губернии, где принимал участие в событиях Октябрьской революции, вступив в красногвардейский отряд фабрики «Кренгольмская мануфактура» в Нарве. Также в 1917 году вступил в РСДРП(б). В составе красной гвардии участвовал в отражении немецкого наступления под Нарвой, Порховом и Псковом, был ранен.
В апреле 1919 года поступил на службу в Красную Армию. Командуя взводом связи в составе 34-й стрелковой дивизии, участвовал в боях против армии Деникина в районе Астрахани, позднее был назначен помощником командира и командиром роты связи, а вскоре, когда дивизия вошла в состав 9-й Кубанской Армии, поступил в распоряжение начальника связи армии. В этом качестве воевал на Южном и Северо-Кавказском фронтах. С сентября 1920 года командовал батальоном связи в 9-й Кубанской красной армии, затем — в 31-й стрелковой дивизии.
С июня по октябрь 1921 года Булычев воевал в составе знаменитой 1-й Конной Армии под командованием С. М. Буденного, являясь начальником связи 14-й кавалерийской дивизии. В этой должности закончил войну, участвуя в составе армии в последних боях против Н. Махно.

### Служба в армии
До 1923 года продолжал службу в 1-й Конной армии, помощник начальника связи и начальник связи конного дивизиона на Северном Кавказе. С 1923 года командовал полком связи в Киевском военном округе. В 1926 году окончил Курсы усовершенствования старшего начсостава РККА. В октябре 1927 года его направили в Военную академию имени М. В. Фрунзе. После окончания академии в мае 1930 года был назначен помощником начальника, а в феврале 1931 года — начальником Управления войск связи Уральского военного округа. Пробыв в этой должности четыре года, Булычев показал себя хорошим специалистом и в 1934 году был удостоен Почетной Грамоты ЦИК СССР, а также направлен на учёбу в Военную академию имени М. Ф. Фрунзе, но теперь уже на оперативный факультет.
С июня 1935 года служил начальником связи Украинского военного округа, а затем Харьковского военного округа. С октября 1936 года — помощник начальника отдела в Управления связи РККА, с июля 1939 года — начальник этого отдела. С августа 1940 года — заместитель генерал-инспектора связи РККА. В мае 1940 года И. Т. Булычеву было присвоено звание генерал-майора войск связи.

### Великая Отечественная война
В годы Великой Отечественной войны был начальником связи Фронта резервных армий (июль 1941), Калининского (октябрь 1941), 1-го Прибалтийского (октябрь 1943) и 1-го Украинского фронтов (с 1944). Однажды, в августе 1941 года, находился в подчинении Г. К. Жукова, который вступил в командование Резервным фронтом. От командующего получил задачу: обеспечить связью армию. В период этих жестоких боев сумел наладить связь, хотя наличие радиосредств в войсках не превышало 40 процентов (в дивизиях народного вместо положенных по штату 1 042 радиостанций имелось всего 63, вместо 327 телефонных аппаратов — 100).
Позднее встречался с Жуковым и на других фронтах, участвуя в Ельнинской операции, боях в районе Славуты в марте 1944 года и на 1-м Украинском фронте в 1945 году.
В своих мемуарах «Сорок пятый» Маршал Советского Союза И. С. Конев высоко оценил роль связистов генерал-полковника войск связи Булычева: «Берлинская операция была, пожалуй, самой сложной из всех операций, которые мне довелось проводить за годы Великой Отечественной войны… Следует отдать должное генералу Булычеву, начальнику войск связи фронта, показавшему себя в этой операции с самой положительной стороны. Командармы, командиры корпусов и дивизий… перебоев в связи не испытывали…»
Войну закончил в должности начальника управления связи 1-го Украинского фронта.
За время войны генерал Булычёв был двадцать раз упомянут в благодарственных в приказах Верховного Главнокомандующего

### Послевоенная жизнь
В послевоенные годы служил начальником управления связи Центральной группы войск в Австрии, начальником штаба и первым заместителем начальника войск связи Сухопутных войск, начальником связи Генерального штаба Вооруженных Сил СССР и первым заместителем начальника войск связи Министерства обороны, а с 1957 по 1958 год был начальником Войск связи Министерства обороны СССР. Более 10 лет принимал участие в обеспечении подготовки и запуска космических объектов (входил в Госкомиссию СССР, руководившую пуском первого и второго искусственных спутников земли).
Уволившись в запас в 1968 году, долго и плодотворно работал в военно-научном обществе при Центральном доме Советской Армии, возглавлял секцию военно-патриотического воспитания в Москворецком районе Москвы.
25 августа 1997 года Указом Президента Российской Федерации был награждён орденом Почета за заслуги в подготовке высококвалифицированных кадров, воспитании подрастающего поколения и в связи со 100-летием со дня рождения.
Иван Тимофеевич Булычёв — один из немногих военачальников, награждённых во время Великой Отечественной войны тремя различными полководческими орденами высших степеней, среди них ордена Суворова 1-й степени, Кутузова 1-й степени и Богдана Хмельницкого 1-й степени, но по непонятным причинам не был награждён учреждённым в 1995 году орденом Жукова, хотя был самым достойным кандидатом на это награждение[уточнить], так как к 1995 году в живых уже не осталось ни одного военачальника, награждённого за время Великой Отечественной войны полководческими орденами первой степени.
И. Т. Булычев скончался 22 июня 1999 года в возрасте 101 год, в Москве. Похоронен на Кунцевском кладбище (уч. № 9).

## Воинские звания
- Комбриг (05.02.1936)
- Генерал-майор войск связи (04.06.1940)
- Генерал-лейтенант войск связи (31.03.1943)
- Генерал-полковник войск связи (27.06.1945)

## Награды
Награды РФ:
- Орден Почёта
- Медаль Жукова
- Юбилейная медаль «50 лет Победы в Великой Отечественной войне 1941—1945 гг.»
- Медаль «В память 850-летия Москвы»

Награды СССР:
- Орден Ленина (1945)
- Четыре ордена Красного Знамени (1942, 1944, 1947, 1963)
- Орден Суворова I степени (1945)
- Орден Кутузова I степени (1945)
- Два ордена Богдана Хмельницкого I степени (1944, 1956)
- Два ордена Отечественной войны I степени (1943, 1985)
- Орден Трудового Красного Знамени (1961)
- Три ордена Красной Звезды (1940, 1968, 1987)
- Медали в том числе:
- «XX лет Рабоче-Крестьянской Красной Армии»
- «За Победу над Германией в Великой Отечественной войне 1941—1945 гг.» ]
- «За взятие Берлина»
- «За освобождение Праги»
- «Ветеран Вооружённых Сил СССР»
  - знак «50 лет пребывания в КПСС»

Приказы (благодарности) Верховного Главнокомандующего в которых отмечен И. Т. Булычёв.
- За овладение городами Порицк, Горохов, Радзехов, Броды, Золочев, Буек, Каменка, городом и крупным железнодорожным узлом Красное. 18 июля 1944 года. № 140.
- За овладение штурмом важным хозяйственно-политическим центром и областным городом Украины Львов — крупным железнодорожным узлом и стратегически важным опорным пунктом обороны немцев, прикрывающим пути к южным районам Польши. 27 июля 1944 года. № 154.
- За форсирование реки Сан, прорыв обороны овладение городом и крепостью Перемышль и городом Ярослав — важными узлами коммуникаций и мощными опорными пунктами обороны немцев, прикрывающими пути на Краков. 28 июля 1944 года № 156
- За овладение штурмом городом Сандомир — важным опорным пунктом обороны немцев на левом берегу Вислы. 18 августа 1944 года. № 167.
- За овладение штурмом сильными опорными пунктами обороны противника Шидлув, Стопница, Хмельник, Буско-Здруй (Буек), Висьлица. 13 января 1945 года. № 219.
- За овладение крупным административно-хозяйственным центром Польши городом Кельце — важным узлом коммуникаций и опорным пунктом обороны немцев. 15 января 1945 года. № 220.
- За захват городов Пшедбуж и Радомско — важных узлов коммуникаций и опорных пунктов обороны немцев, форсирование реки Варта, и овладение городом Ченстохова — важным узлом обороны немцев на реке Варта. 17 января 1945 года. № 225.
- За овладение городом и железнодорожной станцией Пиотркув (Петроков) — важным узлом коммуникаций и опорным пунктом обороны немцев на лодзинском направлении. 18 января 1945 года. № 227.
- За овладение штурмом древней столицей и одним из важнейших культурно-политических центров союзной нам Польши городом Краков — мощным узлом обороны немцев, прикрывающим подступы к Домбровскому угольному району. 19 января 1945 года. № 230.
- За вторжение в пределы немецкой Силезии на 30 километров в глубину и 90 километров по фронту, овладение городами Крайцбург, Розенберг, Питшен, Ландсберг и Гуттентаг — важными узлами коммуникаций и сильными опорными пунктами обороны немцев, прикрывающими пути на Бреслау. 21 января 1945 года. № 237.
- За овладение городами Милич, Бернштадт, Намслау, Карльсмаркт, Тост и Бишофсталь — важными узлами коммуникаций и опорными пунктами обороны немцев и выход к реке Одер в районе города Бреслау на участке протяжением 60 километров. 23 января 1945 года. № 248.
- За овладение важным центром военной промышленности немецкой Силезии городом и крепостью Оппельн — крупным узлом железных и шоссейных дорог и мощным опорным пунктом обороны немцев па реке Одер. 24 января 1945 года. № 251
- За овладение центром Домбровского угольного района городом Катовице, городами Семяновиц, Крулевска Гута (Кенигсхютте), Миколув (Николаи). Захват в немецкой Силезии крупного промышленного центра города Беутен и завершение тем самым полного очищения от противника Домбровского угольного района и южной части промышленного района немецкой Верхней Силезии. 28 января 1945 года. № 261.
- За овладение городами Лигниц, Штейнау, Любен, Гайнау, Ноймаркт и Кант — важными узлами коммуникаций и мощными опорными пунктами обороны немцев на западном берегу Одера. 11 февраля 1945 года. № 273.
- За прорыв обороны противника западнее и южнее города Оппельн, окружение и разгром группы немецких войск юго-западнее Оппельна, а так же овладение в немецкой Силезии городами Нойштадт, Козель, Штейнау, Зюльц, Краппитц, Обер-Глогау, Фалькенберг и захват более 400 других населенных пунктов. 22 марта 1945 года. № 305.
- За прорыв при поддержке массированных ударов артиллерии и авиации сильно укрепленной и глубоко эшелонированной обороны немцев на реке Нейсе, продвижение вперед от 80 до 160 километров, овладение городами Котбус, Люббен, Цоссен, Беелитц, Лукенвальде, Тройенбритцен, Цана, Мариенфельде, Треббин, Рангсдорф, Дидерсдорф, Тельтов и вхождение с юга в столицу Германии Берлин. 23 апреля 1945 года. № 340.
- За завершение ликвидации группы немецких войск, окруженной юго-восточнее Берлина. 2 мая 1945 года. № 357.
- За полное овладение столицей Германии городом Берлин — центром немецкого империализма и очагом немецкой агрессии. 2 мая 1945 года. № 359.
- За овладение городом Дрезден — важным узлом дорог и мощным опорным пунктом обороны немцев в Саксонии. 8 мая 1945 года. № 366
- За освобождение от немецких захватчиков столицы союзной нам Чехословакии город Прага. 9 мая 1945 года. № 368

Иностранные награды:
- Орден «За воинскую доблесть» V степени (Польша)
- Орден «Крест Грюнвальда» II степени (Польша)
- Медаль «За Одру, Нису и Балтику» (Польша)
- Медаль «Победы и Свободы» (Польша)
- Орден Белого льва II степени (Чехословакия)
- Орден Белого льва «За победу» II степени (Чехословакия)
- Военный крест дважды (Чехословакия, 1939)
- Дукельская памятная медаль (ЧССР)
- Медаль «Китайско-советская дружба» (КНР)
- Медаль «20 лет Словацкого национального восстания» (ЧССР)

## Сочинения
- Булычев И. Т. Связь 1-го Украинского фронта в Висло-Одерской операции. // Военно-исторический журнал. — 1980. — № 2. — С.16-21.
- Булычев И. Т. Войска связи Курской битве. // Военно-исторический журнал. — 1983. — № 7. — С.35-42.